# علي أسدوف
علي حدايات أوغلو أسادوف (بالأذرية: Əli Əsədov) - هو رئيس الوزراء العاشر لجمهورية أذربيجان منذ 8 أكتوبر عام 2019، مساعد لرئيس جمهورية أذربيجان للشؤون الاقتصادية (1998-2012)، نائب رئيس إدارة رئيس جمهورية أذربيجان (2012-2019).

## حياته
ولد علي أسادوف في 30 نوفمبر لعام 1956 بمدينة نخجوان. إكتمل دراثته الثانوية في المدرثة رقم 134 بباكو في 1974، وإلتحق بجامعة الاقتصاد في موسكو فتخرج منها في 1978.
بين 1978-1980 علي أسادوف أدى خدمته العسكرية.

## المسئوليات والوظائف
في 1980 بدأ مشواره المهنية في معهد الاقتصاد التابع أكاديمية العلوم الوطنية الأذربيجانية لجمهورية أذربيجان الاشتراكية السوفيتية.
بين 1989-1995 عمل كمحاضر و رئيس قسم في معهد باكو للإدارة الاجتماعية والسياسة.
وقد انتخب علي أسادوف نائبا في الجمعية الوطنية في أذربيجان عام 1995-2000.
تم تعيين علي أسادوف مساعدا لرائيس جمهورية أذربيجان للشوؤن الاقتصادية بموجب مرسوم رئيس جمهورية أذربيجان إلهام علييف في 17 أبريل لعام 1998،
ونائب الرئيس في إدارة رئيس جمهورية أذربيجان بموجب مرسوم تاريخ 29 نوفمبر لعام 2012.
في 8 أكتبرا لعام 2019 في الجلسة العامة للجمعية الوطنية في أذربيجان قُدم إلى البرلمان مسألة موافقة بتعيين علي أسادوف على منسب رائيس الوزراء لجمهورية أذربيجان. اعتمد المسألة متخذاً على أساس تصويت.

## نواب رئيس الوزراء
- نائب الأول ياقوب أيوبوف
- علي أحمدوف